# Sejlgård
Sejlgård er en hovedgård i Funder Sogn, Silkeborg Kommune. Den ligger på et moræneplateau oven for Funder Ådalen.
Den var i 1598 en bondegård under Silkeborg Slot; i 1663 blev 3 tdr. hartkorn udlagt til en hofskrædder Andreas Søbøtker og den var krongods til 1724 da den blev skødet til etatsråd Jens Jørgensen Seerup, og har siden været på private hænder; et konsortium udstykkede i 1913 en del af jorden.
Hovedbygningen er en enetages bindingsværksbygning fra 1723 med saddelkvist og tegltag. Der har været to korte sidefløje, der blev nedrevet i 1920. I bygningen er der et loftsmaleri af Frederik Vermehren, der har opholdt sig på gården.

## Eksterne kilder og henvisninger
- J.P. Trap: Danmark, bd. 7 Viborg Amt, femte udgave 1962.

|  | Denne artikel om en bygning eller et bygningsværk kan blive bedre, hvis der indsættes et (bedre) billede. Du kan hjælpe ved at afsøge Wikimedia Commons for et passende billede eller lægge et op på Wikimedia Commons med en af de tilladte licenser og indsætte det i artiklen. |

56°8′29″N 9°27′20″Ø / 56.14139°N 9.45556°Ø